# كيم غا يون (ممثلة)
كيم غا يون (بالكورية: 김가은)‏ هي ممثلة كورية جنوبية. ولدت في 8 يناير 1989 في سول، كوريا الجنوبية. 

## الأعمال

### مسلسلات
| السنة | العنوان             | الدور                                   |
| ----- | ------------------- | --------------------------------------- |
| 2013  | أستطيع أن أسمع صوتك | غو سونغ بين                             |
| 2014  | غاب دونغ            | طالبة في المدرسة الثانوية (دور الكاميو) |
| 2014  | مسلح جوسون          | إم جي مي                                |
| 2019  | النور في عينيك      | أوه هيون جو                             |
| 2022  | تحت مظلة الملكة     | الزوجة الملكية سو يونغ تاي              |
| 2022  | قبلة الحاسة السادسة | بان هو وو                               |
| 2023  | ملك الأرض           | كانغ دا يول                             |
| 2025  | مختبر البطاطس       |                                         |

## روابط خارجية
- كيم غا-يون على موقع IMDb (الإنجليزية)
- كيم غا-يون على موقع قاعدة بيانات الفيلم (الإنجليزية)
- كيم غا-يون على موقع كينوبويسك (الروسية)